# Alpo
En la mitología griega, Alpo (Ἄλπος / Álpos) era un gigante natural de Sicilia que fue derrotado por Dioniso durante la gigantomaquia. Es descrito únicamente en las Dionisíacas de Nono de Panópolis.
Alpo es descrito como «hijo de la Tierra y enemigo de los dioses». Se rebeló junto a sus hermanos contra los dioses, alentados por la profecía que les adjudicaba la victoria siempre y cuando los dioses no contasen con la ayuda de un mortal.
Según Nono, tenía cien cabezas de serpiente, tan enormes que podía tocar el Sol y arrastrar a la Luna, y llegaba a azotar con sus cabellos las estrellas cercanas. Engullía a todos los que se atrevían a acercarse a su guarida, y era tal el terror que despertaba entre los pastores de Sicilia que ni el mismo Pan se atrevía a tocar su siringa cuando apacentaba sus rebaños en la isla. 
Durante la guerra lanzaba enormes rocas y montañas enteras contra los dioses, pero Dioniso le derrotó introduciendo su tirso en su garganta. Herido de muerte, Alpo cayó al mar y causó una ola que cubrió incluso el monte donde estaba sepultado su hermano Tifón, calmando por un tiempo las ardientes cimas del Etna.